# Lijst van voetbalinterlands Italië - Uruguay
Deze lijst van voetbalinterlands is een overzicht van alle officiële voetbalwedstrijden tussen de nationale teams van Italië en Uruguay. De landen speelden tot op heden elf keer tegen elkaar. Het eerste duel betrof een halve finale tijdens de Olympische Spelen in Amsterdam (Nederland) op 7 juni 1928. De laatste ontmoeting, een vriendschappelijke wedstrijd, vond plaats op 7 juni 2017 in Nice (Frankrijk)

## Wedstrijden
| №  | Plaats     | Datum            | Competitie                   | Wedstrijd        | Uitslag |
| -- | ---------- | ---------------- | ---------------------------- | ---------------- | ------- |
| 1  | Amsterdam  | 7 juni 1928      | OS 1928                      | Italië – Uruguay | 2 – 3   |
| 2  | Puebla     | 6 juni 1970      | WK 1970                      | Italië – Uruguay | 0 – 0   |
| 3  | Milaan     | 15 maart 1980    | Vriendschappelijk            | Italië – Uruguay | 1 – 0   |
| 4  | Montevideo | 3 januari 1981   | Mundialito                   | Uruguay – Italië | 2 – 0   |
| 5  | Verona     | 22 april 1989    | Vriendschappelijk            | Italië – Uruguay | 1 – 1   |
| 6  | Rome       | 25 juni 1990     | WK 1990                      | Italië – Uruguay | 2 – 0   |
| 7  | Milaan     | 17 april 2002    | Vriendschappelijk            | Italië – Uruguay | 1 – 1   |
| 8  | Rome       | 15 november 2011 | Vriendschappelijk            | Italië – Uruguay | 0 – 1   |
| 9  | Salvador   | 30 juni 2013     | FIFA Confederations Cup 2013 | Uruguay – Italië | 2 – 2   |
| 10 | Natal      | 24 juni 2014     | WK 2014                      | Italië − Uruguay | 0 − 1   |
| 11 | Nice       | 7 juni 2017      | Vriendschappelijk            | Italië – Uruguay | 3 – 0   |

## Samenvatting
| Competitie              | Totaal gespeeld | Winst Italië | Gelijk | Winst Uruguay | Doelsaldo Italië – Uruguay |
| ----------------------- | --------------- | ------------ | ------ | ------------- | -------------------------- |
| WK-eindronde            | 3               | 1            | 1      | 1             | 2 − 1                      |
| FIFA Confederations Cup | 1               | 0            | 1      | 0             | 2 − 2                      |
| Mundialito              | 1               | 0            | 0      | 1             | 0 − 2                      |
| Olympische Spelen       | 1               | 0            | 0      | 1             | 2 − 3                      |
| Vriendschappelijk       | 5               | 2            | 2      | 1             | 6 − 3                      |
| Totaal                  | 11              | 3            | 4      | 4             | 12 − 11                    |

## Details

### Tweede ontmoeting
| WK 1970 (Puebla, Mexico, 6 juni 1970): |              | |
| Uruguay | 0 – 0        | Italië |
| | goals        | |
| Juan Hohberg | bondscoach   | Ferruccio Valcareggi |
| Ladislao Mazurkiewicz Atilio Ancheta Roberto Matosas Luis Ubiña Julio Montero Castillo Juan Martín Mujica Luis Cubilla Julio César Cortés Víctor Espárrago Ildo Maneiro Ruben Bareño 70' | opstellingen | Enrico Albertosi Tarcisio Burgnich Giacinto Facchetti Mario Bertini Roberto Rosato Pierluigi Cera 46' Angelo Domenghini Alessandro Mazzola Roberto Boninsegna Giancarlo De Sisti Gigi Riva |
| Óscar Zubía 70' | wissels      | 46' Giuseppe Furino |
| - Debuut van Giuseppe Furino (Juventus) voor Italië. |              | |

### Derde ontmoeting
| Vriendschappelijk (Milaan, Italië, 15 maart 1980): |              | |
| Italië | 1 – 0        | Uruguay |
| Francesco Graziani 9' | goals        | |
| Enzo Bearzot | bondscoach   | Roque Máspoli |
| Dino Zoff 46' Claudio Gentile Antonio Cabrini Gabriele Oriali Fulvio Collovati Gaetano Scirea Franco Causio Marco Tardelli Paolo Rossi Giancarlo Antognoni Francesco Graziani | opstellingen | Rodolfo Rodríguez Domingo Cáceres Nelson Marcenaro Washington González 58' Alberto Bica Eduardo de la Peña Miguel Caillava Nelson Agresta Rubén Paz 46' Víctor Diogo Waldemar Victorino |
| Ivano Bordon 46' | wissels      | 46' José Hermes Moreira 58' Venancio Ramos |
| - Doelpunt van Francesco Graziani was het 750ste doelpunt uit geschiedenis van Italiaanse nationale ploeg.                                                                    |              | |

### Vierde ontmoeting
| Mundialito (Montevideo, Uruguay, 3 januari 1981): |              | |
| Uruguay | 2 – 0        | Italië |
| Julio César Morales 67' (pen.) Waldemar Victorino 81' | goals        | |
| Roque Máspoli | bondscoach   | Enzo Bearzot |
| Rodolfo Rodríguez José Hermes Moreira Daniel Martínez Ariel Krasouski Hugo de León Walter Oliveira Venacio Ramos Eduardo de la Peña Waldemar Victorino Rubén Paz Julio César Morales 72' | opstellingen | Ivano Bordon Gabriele Oriali Gaetano Scirea Giampiero Marini Claudio Gentile Bruno Conti Antonio Cabrini Marco Tardelli Giancarlo Antognoni 46' Alessandro Altobelli Francesco Graziani |
| Victor Hugo Diogo 72' Fernando Álvez Nelson Marcenaro Jorge Barrios Ernesto Vargas | wissels      | 46' Roberto Pruzzo Giovanni Galli Franco Baresi |
| | gele kaarten | |
| José Hermes Moreira 70' | rode kaarten | 70' Antonio Cabrini 88' Marco Tardelli |

### Vijfde ontmoeting
| Vriendschappelijk (Verona, Italië, 22 april 1989): |              | |
| Italië | 1 – 1        | Uruguay |
| Roberto Baggio 65' | goals        | 83' Carlos Aguilera |
| Azeglio Vicini | bondscoach   | Oscar Tabárez |
| Walter Zenga 46' Giuseppe Bergomi Ricardo Ferri Franco Baresi Luigi De Agostini Roberto Baggio Giancarlo Marocchi Nicola Berti Giuseppe Giannini Aldo Serena Gianluca Vialli 41' | opstellingen | Jorge Seré Daniel Revelez Hugo Eduardo de León Rodríguez José Oscar Herrera José Perdomo Alfonso Dominguez Antonio Alzamendi 72' Gabriel Correa Enzo Francescoli 78' Pablo Bengoechea Rubén Sosa |
| Andrea Carnevale 41' Stefano Tacconi 46' | wissels      | 72' Santiago Ostolaza 78' Carlos Aguilera |
| - Doelpunt van Gianluca Vialli (Italië) in 30ste minuut afgekeurd wegens buitenspel. - Debuut van aanvaller Andrea Carnevale (SSC Napoli) voor Italië.                           |              | |

### Zesde ontmoeting
| WK 1990 (Rome, Italië, 25 juni 1990): |              | |
| Italië | 2 – 0        | Uruguay |
| Salvatore Schillaci 65' Aldo Serena 83' | goals        | |
| Azeglio Vicini | bondscoach   | Oscar Tabárez |
| Walter Zenga Giuseppe Bergomi Paolo Maldini Franco Baresi Riccardo Ferri Luigi De Agostini Nicola Berti 52' Fernando De Napoli Salvatore Schillaci Giuseppe Giannini Roberto Baggio 79' | opstellingen | Fernando Álvez Nelson Gutiérrez Hugo de León José Luis Pintos José Perdomo Alfonso Dominguez 55' Carlos Aguilera 79' Santiago Ostolaza Enzo Francescoli Rubén Pereira Daniel Fonseca |
| Aldo Serena 52' Pietro Vierchowod 79' | wissels      | 55' Rubén Sosa 79' Antonio Alzamendi |
| Nicola Berti 36' | gele kaarten | 15' José Luis Pintos 25' Fernando Álvez 34' José Perdomo 61' Nelson Gutiérrez |

### Zevende ontmoeting
| Vriendschappelijk (Milaan, Italië, 17 april 2002): |              | |
| Italië | 1 – 1        | Uruguay |
| Christian Panucci 73' | goals        | 77' Sebastián Abreu |
| Giovanni Trapattoni | bondscoach   | Víctor Púa |
| Gianluigi Buffon 46' Christian Panucci Fabio Cannavaro 75' Alessandro Nesta Gianluca Zambrotta 75' Damiano Tommasi 58' Luigi Di Biagio 58' Alessio Tacchinardi 46' Gianluca Pessotto 7' Filippo Inzaghi 46' Alessandro Del Piero 46' | opstellingen | 63' Fabián Carini 74' Gustavo Méndez Joe Bizera 46' Alejandro Lembo 86' Darío Rodríguez 57' Pablo García 74' Gustavo Varela 66' Fabián O'Neill 66' Federico Magallanes 57' Álvaro Recoba 57' Darío Silva |
| Daniele Adani 7' Francesco Toldo 46' Gennaro Gattuso 46' Vincenzo Montella 46' Marco Di Vaio 46' Massimo Ambrosini 58' Stefano Fiore 58' Daniele Bonera 75' Cristiano Zanetti 75'                                                    | wissels      | 46' Gianni Guigou 57' Richard Morales 57' Sebastián Abreu 57' Gonzalo De los Santos 63' Gustavo Munúa 66' Ruben Olivera 66' Diego Pérez 74' Mario Regueiro 74' Diego Forlán 86' Sebastián Eguren         |
| Fabio Cannavaro ??' | gele kaarten | 41' Alejandro Lembo |

### Achtste ontmoeting
| Vriendschappelijk (Rome, Italië, 15 november 2011): |       |                        |
| Italië                                              | 0 – 1 | Uruguay                |
|                                                     | goals | 3' Sebastián Fernández |

### Negende ontmoeting
| FIFA Confederations Cup 2013 (Salvador, Brazilië, 30 juni 2013): |                     | |
| Uruguay | 2 – 2               | Italië |
| Edinson Cavani 58' Edinson Cavani 78' | goals               | 24' Davide Astori 73' Alessandro Diamanti |
| Diego Forlán Edinson Cavani Luis Suárez Martín Cáceres Walter Gargano | strafschoppen 2 – 3 | Alberto Aquilani Stephan El Shaarawy Mattia De Sciglio Emanuele Giaccherini |
| Oscar Tabárez | bondscoach          | Cesare Prandelli |
| Fernando Muslera Maximiliano Pereira 81' Diego Lugano Diego Godín Martín Cáceres Walter Gargano Egidio Arévalo 107' Cristian Rodríguez 56' Diego Forlán Edinson Cavani Luis Suárez | opstellingen        | Gianluigi Buffon Christian Maggio Giorgio Chiellini 96' Davide Astori Mattia De Sciglio Antonio Candreva 70' Daniele De Rossi Riccardo Montolivo 83' Alessandro Diamanti Stephan El Shaarawy Alberto Gilardino |
| Álvaro González 56' Álvaro Pereira 81' Diego Pérez 107' | wissels             | 70' Alberto Aquilani 83' Emanuele Giaccherini 96' Leonardo Bonucci |
| Maximiliano Pereira 8' Luis Suárez 61' | gele kaarten        | 55' Giorgio Chiellini |
| | rode kaarten        | 82', 110' Riccardo Montolivo |

### Tiende ontmoeting
| WK 2014 (Natal, Brazilië, 24 juni 2014): |              | |
| Italië | 0 – 1        | Uruguay |
| | goals        | 81' Diego Godín |
| Cesare Prandelli | bondscoach   | Oscar Tabárez |
| Gianluigi Buffon Andrea Barzagli Leonardo Bonucci Giorgio Chiellini Matteo Darmian Mattia De Sciglio Andrea Pirlo Claudio Marchisio Marco Verratti 75' Mario Balotelli 46' Ciro Immobile 71' | opstellingen | Fernando Muslera Martín Cáceres José María Giménez Diego Godín 63' Álvaro Pereira Álvaro González Egidio Arévalo 78' Cristian Rodríguez Luis Suárez 46' Nicolás Lodeiro Edinson Cavani |
| Marco Parolo 46' Antonio Cassano 71' Thiago Motta 75' | wissels      | 46' Maximiliano Pereira 63' Cristhian Stuani 78' Gastón Ramírez |
| Mario Balotelli 22' Mattia De Sciglio 77' | gele kaarten | 46' Egidio Arévalo 90' Fernando Muslera |
| Claudio Marchisio 59' | rode kaarten | |

### Elfde ontmoeting
| Vriendschappelijk (Nice, Frankrijk, 7 juni 2017):                   |       |         |
| Italië                                                              | 3 – 0 | Uruguay |
| José María Giménez 7' (e.d.) Éder 82' Daniele De Rossi 90+2' (pen.) | goals |         |

FIGC · A-internationals · Selecties · Bondscoaches · Italiaans vrouwenelftal · Olympisch elftal · Italië U21 · Italië U20 · Italië U19 · Italië U18 · Italië U17 · Italië U16 · Vrouwen U17
1910 – 1919 ·
1920 – 1929 ·
1930 – 1939 ·
1940 – 1949 ·
1950 – 1959 ·
1960 – 1969 ·
1970 – 1979 ·
1980 – 1989 ·
1990 – 1999 ·
2000 – 2009 ·
2010 – 2019 ·
2020 − 2029
EK's: 1968 · 
1980 · 
1988 · 
1996 · 
2000 · 
2004 · 
2008 · 
2012 · 
2016 ·
2020 ·
2024
WK's: 1934 · 
1938 · 
1950 · 
1954 · 
1962 · 
1966 · 
1970 · 
1974 · 
1978 · 
1982 · 
1986 · 
1990 · 
1994 · 
1998 · 
2002 · 
2006 · 
2010 · 
2014
OS: 1912 · 
1920 · 
1924 · 
1928 · 
1936 · 
1948 · 
1952 · 
1960 · 
1984 · 
1988 · 
1992 · 
1996 · 
2000 · 
2004 · 
2008
1911 · 
1912 · 
1913 · 
1914 · 
1915 · 
1916 · 1917 · 1918 · 1919 · 
1920 · 
1921 · 
1922 · 
1923 · 
1924 · 
1925 · 
1926 · 
1927 · 
1928 · 
1929 · 
1930 · 
1931 · 
1932 · 
1933 · 
1934 · 
1935 · 
1936 · 
1937 · 
1938 · 
1939 · 
1940 · 
1941 · 
1942 · 
1943 · 1944 · 
1945 · 
1946 · 
1947 · 
1948 · 
1949 · 
1950 · 
1952 · 
1952 · 
1953 · 
1954 · 
1955 · 
1956 · 
1957 · 
1958 · 
1959 · 
1960 · 
1961 · 
1962 · 
1963 · 
1964 · 
1965 · 
1966 · 
1967 · 
1968 · 
1969 · 
1970 · 
1971 · 
1972 · 
1973 · 
1974 · 
1975 · 
1976 · 
1977 · 
1978 · 
1979 · 
1980 · 
1981 · 
1982 · 
1983 · 
1984 · 
1985 · 
1986 · 
1987 · 
1988 · 
1989 · 
1990 ·
1991 · 
1992 · 
1993 · 
1994 · 
1995 · 
1996 · 
1997 · 
1998 · 
1999 · 
2000 · 
2001 · 
2002 · 
2003 · 
2004 · 
2005 · 
2006 · 
2007 · 
2008 · 
2009 · 
2010 · 
2011 · 
2012 · 
2013 · 
2014 · 
2015 · 
2016 · 
2017 ·
2018 ·
2019 ·
2020 ·
2021 ·
2022 ·
2023 ·
2024
Albanië ·
Algerije ·
Argentinië ·
Armenië ·
Australië ·
Azerbeidzjan ·
België ·
Bosnië en Herzegovina ·
Brazilië ·
Bulgarije ·
Canada ·
Chili ·
China ·
Costa Rica ·
Cyprus ·
DDR ·
Denemarken ·
Duitsland ·
Ecuador ·
Egypte ·
Engeland ·
Estland ·
Faeröer ·
Finland ·
Frankrijk ·
Georgië ·
Ghana ·
Griekenland ·
Haïti ·
Hongarije ·
Ierland ·
IJsland ·
Israël ·
Ivoorkust ·
Japan ·
Joegoslavië ·
Kameroen ·
Kroatië ·
Liechtenstein · 
Litouwen ·
Luxemburg ·
Malta ·
Marokko ·
Mexico ·
Moldavië ·
Montenegro ·
Nederland ·
Nieuw-Zeeland ·
Nigeria ·
Noord-Ierland ·
Noord-Korea ·
Noord-Macedonië ·
Noorwegen ·
Oekraïne ·
Oostenrijk ·
Paraguay ·
Peru ·
Polen ·
Portugal ·
Roemenië ·
Rusland ·
San Marino ·
Saoedi-Arabië ·
Schotland ·
Servië ·
Servië en Montenegro ·
Slovenië ·
Slowakije ·
Sovjet-Unie ·
Spanje ·
Tsjechië ·
Tsjecho-Slowakije ·
Tunesië ·
Turkije ·
Uruguay ·
Venezuela ·
Verenigde Staten ·
Wales ·
Wit-Rusland ·
Zuid-Afrika ·
Zuid-Korea ·
Zweden ·
Zwitserland
Argentinië (1982) · 
Australië (2006) · 
België (2016) · 
België (2021) · 
Brazilië (1970) · 
Brazilië (1982) · 
Brazilië (1994) · 
Costa Rica (2014) · 
Duitsland (2006) · 
Duitsland (2012) · 
Engeland (2012) ·
Engeland (2014) ·
Engeland (2021) ·
Frankrijk (2000) · 
Frankrijk (2006) · 
Frankrijk (2008) · 
Ghana (2006) · 
Hongarije (1938) · 
Ierland (2012) · 
Joegoslavië (1968) · 
Kameroen (1982) · 
Kroatië (2012) · 
Nederland (2008) · 
Nieuw-Zeeland (2010) · 
Oekraïne (2006) · 
Oostenrijk (2021) · 
Paraguay (2010) · 
Peru (1982) · 
Polen (1982, 1) · 
Polen (1982, 2) · 
Roemenië (2008) · 
Spanje (2008) ·
Spanje (2012, 1) ·
Spanje (2012, 2) ·
Spanje (2016) ·
Spanje (2021) ·
Tsjechië (2006) · 
Turkije (2021) · 
Uruguay (2014) · 
Verenigde Staten (2006) · 
Wales (2021) · 
West-Duitsland (1982) · 
Zweden (2016) · 
Zwitserland (2021)
AUF · A-internationals · Selecties · Bondscoaches · Uruguayaans vrouwenelftal · Olympisch elftal · Uruguay U21 · Uruguay U20 · Uruguay U19 · Uruguay U18 · Uruguay U17
1900 – 1909 ·
1910 – 1919 ·
1920 – 1929 ·
1930 – 1939 ·
1940 – 1949 ·
1950 – 1959 ·
1960 – 1969 ·
1970 – 1979 ·
1980 – 1989 ·
1990 – 1999 ·
2000 – 2009 ·
2010 – 2019 ·
2020 – 2029
WK 1930 · 
WK 1950 · 
WK 1954 · 
WK 1962 · 
WK 1966 · 
WK 1970 ·
WK 1974 · 
WK 1986 · 
WK 1990 · 
WK 2002 · 
WK 2010 · 
WK 2014 · 
WK 2018
OS 1924 · 
OS 1928 ·
OS 2012
1902 · 
1903 · 
1904 · 
1905 · 
1906 · 
1907 · 
1908 · 
1909 ·
1910 · 
1911 · 
1912 · 
1913 · 
1914 · 
1915 · 
1916 · 
1917 · 
1918 · 
1919 ·
1920 · 
1921 · 
1922 · 
1923 · 
1924 · 
1925 · 
1926 · 
1927 · 
1928 · 
1929 ·
1930 · 
1931 · 
1932 · 
1933 · 
1934 · 
1935 · 
1936 · 
1937 · 
1938 · 
1939 ·
1940 · 
1941 · 
1942 · 
1943 · 
1944 · 
1945 · 
1946 · 
1947 · 
1948 · 
1949 ·
1950 · 
1951 · 
1952 · 
1953 · 
1954 · 
1955 · 
1956 · 
1957 · 
1958 · 
1959 ·
1960 · 
1961 · 
1962 · 
1963 · 
1964 · 
1965 · 
1966 · 
1967 · 
1968 · 
1969 ·
1970 · 
1971 · 
1972 · 
1973 · 
1974 · 
1975 · 
1976 · 
1977 · 
1978 · 
1979 ·
1980 · 
1981 · 
1982 · 
1983 · 
1984 · 
1985 · 
1986 · 
1987 · 
1988 · 
1989 ·
1990 ·
1991 · 
1992 · 
1993 · 
1994 · 
1995 · 
1996 · 
1997 · 
1998 · 
1999 · 
2000 · 
2001 · 
2002 · 
2003 · 
2004 · 
2005 · 
2006 · 
2007 · 
2008 · 
2009 · 
2010 · 
2011 · 
2012 · 
2013 · 
2014 · 
2015 · 
2016 ·
2017 ·
2018 ·
2019 ·
2020 ·
2021 ·
2022 ·
2023 ·
2024
Algerije ·
Angola ·
Argentinië ·
Australië ·
België ·
Bolivia ·
Brazilië ·
Bulgarije ·
Canada ·
Chili ·
China ·
Colombia ·
Costa Rica ·
Cuba ·
DDR ·
Denemarken ·
Duitsland ·
Ecuador ·
Egypte ·
Engeland ·
Estland ·
 Finland ·
Frankrijk ·
Georgië ·
Ghana ·
Guatemala ·
Haïti ·
Honduras ·
Hongarije ·
Ierland ·
India ·
Indonesië ·
Irak ·
Iran ·
Israël ·
Italië ·
Ivoorkust ·
Jamaica ·
Japan ·
Joegoslavië ·
Jordanië ·
Libië ·
Luxemburg ·
Maleisië ·
Mexico ·
Marokko ·
Nederland ·
Nicaragua ·
Nieuw-Zeeland ·
Nigeria ·
Noord-Ierland ·
Noorwegen ·
Oekraïne ·
Oezbekistan ·
Oman ·
Oostenrijk ·
Panama ·
Paraguay ·
Peru ·
Polen ·
Portugal ·
Roemenië ·
Rusland ·
Saarland ·
Saoedi-Arabië ·
Schotland ·
Senegal ·
Servië & Montenegro ·
Singapore ·
Slovenië ·
Sovjet-Unie ·
Spanje ·
Tahiti ·
Thailand ·
Trinidad en Tobago · 
Tsjechië ·
Tsjecho-Slowakije ·
Tunesië · 
Turkije ·
Venezuela ·
Verenigde Arabische Emiraten ·
Verenigde Staten ·
Wales ·
Zuid-Afrika ·
Zuid-Korea ·
Zweden ·
Zwitserland
Argentinië (1986) ·
België (1990) ·
Brazilië (1950) · 
Colombia (2014) ·
Costa Rica (2014) ·
Denemarken (1986) ·
Denemarken (2002) ·
Duitsland (2010) ·
Egypte (2018) ·
Engeland (2014) ·
Frankrijk (2002) ·
Frankrijk (2010) ·
Frankrijk (2018) ·
Ghana (2010) ·
Italië (1990) ·
Italië (2014) ·
Mexico (2010) ·
Nederland (1974) ·
Nederland (2010) ·
Portugal (2018) ·
Rusland (2018) ·
Saoedi-Arabië (2018) ·
Schotland (1986) ·
Senegal (2002) ·
Spanje (1990) ·
West-Duitsland (1986) ·
Zuid-Afrika (2010) ·
Zuid-Korea (1990) ·
Zuid-Korea (2010)